# Renaissance (Stress-Album)
Renaissance ist das dritte Soloalbum des Schweizer Rappers Stress. Es erschien am 16. Februar 2007 über das Musiklabel Universal Music. Renaissance war die erste Veröffentlichung des Musikers, die Platz eins der Schweizer Albumcharts belegen konnte. Insgesamt hielt sich das Album über eineinhalb Jahre in der Hitparade. Als Renaissance mit über 30.000 verkauften Einheiten Platinstatus erreichte, wurde eine neue Version des Albums unter dem Namen Renaissance Platinum Edition veröffentlicht. Die Platinum Edition enthält neben zwei zusätzlichen Liedern auch eine Bonus-DVD mit Aufnahmen von Livekonzerten und einer Dokumentation über die Entstehung des Albums.
Der Titel Renaissance (frz. für: „Wiedergeburt“) bezieht sich auf die gleichnamige Kunst- und Kulturepoche. Der Rapper will sowohl mit dem Titel, als auch mit dem Cover Bezug darauf nehmen, dass die „alte Schweiz“ tot sei, und gegen politischen Konservatismus vorgehen.

„Er bedeutet die Wiedergeburt der Schweiz. Für mich gibt es eine neue Schweiz. Die gute alte Schweiz ist tot. Die neue Schweiz ist kultureller, flexibler und unabhängig. Außerdem bedeutet es eine persönliche Wiedergeburt, denn auch ich durchlebe eine neue private Situation.“

## Hintergrund
Im Jahr 2005 veröffentlichte Stress nach anderthalbjähriger Arbeit sein zweites Soloalbum 25.07.03, welches sich länger als ein Jahr in den Schweizer Albumcharts hielt und als Höchstplatzierung Platz 3 erreichen konnte. Als der Tonträger Goldstatus erreichte, wurde eine Sonderversion mit dem Titel 25.07.03 Gold Edition herausgebracht.
Es folgte die Auflösung der Hip-Hop-Gruppe Double Pact, der auch Stress angehört hatte. Die Band trennte sich, um die erfolgreichen Solokarrieren der einzelnen Künstler zu unterstützen. Double Pact brachte 2006 ein Best-of-Album mit dem Titel Au Revoir auf den Markt, ehe Stress mit den Arbeiten an Renaissance begann. Zeitgleich wurde er von den Produzenten des Films Breakout dazu angefragt, die Musik zum Film zu machen. Dazu wählte er Lieder von seinen beiden Soloalben Billy Bear und 25.07.03 aus sowie Stücke, die für das neue Album entstanden waren und einige Titel von Double Pact. Nach eigenen Angaben standen Stress und sein Team, bestehend aus der Sängerin Karolyn, dem Rapper Nega und dem Produzenten Yvan Jaquemet, unter enormem Zeitdruck, der sich noch erhöhte als der Rapper eine dominante Nebenrolle im Film übernahm und somit zusätzlich noch mit den Dreharbeiten beschäftigt war.

## Titelliste
| Renaissance | Bonussongs der Platinum Edition                                         |
| --- | ----------------------------------------------------------------------- |
| 1. Mais où? – 4:13 2. Avenues (feat. Karolyn) – 3:32 3. Mode de vie – 3:13 4. Rester soi-même (feat. Karolyn) – 3:28 5. Mélodies de nos vies – 3:50 6. Parés (feat. „F“ und Nega) – 3:42 7. Zone – 3:29 8. Elle & Moi – 3:33 9. Billyzeries (feat. Karolyn) – 2:52 10. Nos guerres civiles – 3:25 11. 20.07.03 – 3:22 12. Ma Suisse (feat. Gimma und Baze) – 4:03 13. Musique de zoo – 2:43 14. Moutons – 3:04 15. Comment? – 3:33 16. Nous contre eux – 3:15 17. Alors viens! – 2:57 | 1. On n’a qu’une terre – 3:08 2. Elle & Moi – version 5h du mat. – 3:23 |

## Wichtigste Lieder

### Mais où?
Dies ist die zweite Singleauskopplung des Albums. Stress greift darin die rechtspopulistische Schweizerische Volkspartei (SVP) und ihren damaligen Bundesrat Christoph Blocher verbal an. Bereits im Jahr 2005 veröffentlichte er einen Song mit dem Titel F*ck Blocher und wurde daraufhin von der Jungpartei der SVP zu einer Entschuldigung aufgefordert. In Mais où thematisiert er besonders die Wahlmethoden der SVP (siehe dazu auch: Schäfchenplakat). Er ist der Meinung – und will dies auch zum Ausdruck bringen –, dass die SVP mit provokanten und teils rassistischen Wahlwerbungen das Volk manipuliere.

„Die aktuelle Kampagne mit dem Schaf und all die Sachen, die sie im Moment machen, kotzen mich wirklich an. […] Die Message, die die SVP verbreitet, ist nicht tragbar. Das bringt diesem Land nichts ausser uns trennen zu wollen, den Zusammenhalt auf den Nullpunkt zu bringen. Ehrlich gesagt, weiter so: „Fuck Blocher“.“

Der Videoclip zu Mais où? konnte im Jahr 2008 den Swiss Music Award in der Sparte Best Videoclip National gewinnen.

### Avenues
Featuring: Karolyn. Avenues ist die erste Single des Albums und der offizielle Soundtrack zum Film Breakout. Stress thematisiert darin den Verlust eines nahestehenden Menschen, was auch die Handlung des Filmes dominiert. Zu Avenues wurde ein Videoclip gedreht, welcher den Rapper in einer Kirche zeigt und wie er mit einem Auto eine Landstrasse entlangfährt. Dazwischen sind Szenen aus dem Film zu sehen.
Avenues konnte am 28. Januar 2008 auf Platz 47 der Schweizer Single-Charts einsteigen und als höchste Klassifizierung Platz 4 erreichen.

### Rester soi-même
In der dritten Singleauskopplung des Albums ruft der Rapper inhaltlich auf, man selbst zu bleiben und nicht äusserlichem Einfluss nachzugeben. Der Videoclip wurde bei Liveauftritten und im Backstage-Bereich gedreht. Wie bei der ersten Single des Musikers, Billy Bear / Ma Musique Meurt, werden im Video ausschnittsweise zwei Lieder kombiniert, nämlich Rester soi-même und Mode de vie.

### Ma Suisse
Featuring: Gimma & Baze. Der Song beginnt mit einem Anruf des Rappers an eine Mitarbeiterin der Bundesverwaltung, die er nach Christoph Blochers Handynummer fragt. Im eigentlichen Lied machen sich Stress und die beiden Mundart-Rapper Gimma und Baze über die Klischees der Schweiz lustig und betonen, dass die „alte“ und konservative Schweiz „tot“ sei. Zuletzt ruft Stress erneut im Bundeshaus an und fragt nach Christoph Mörgeli, dem er Tickets für ein Stress-Konzert schenken wolle.

### On n’a qu’une terre

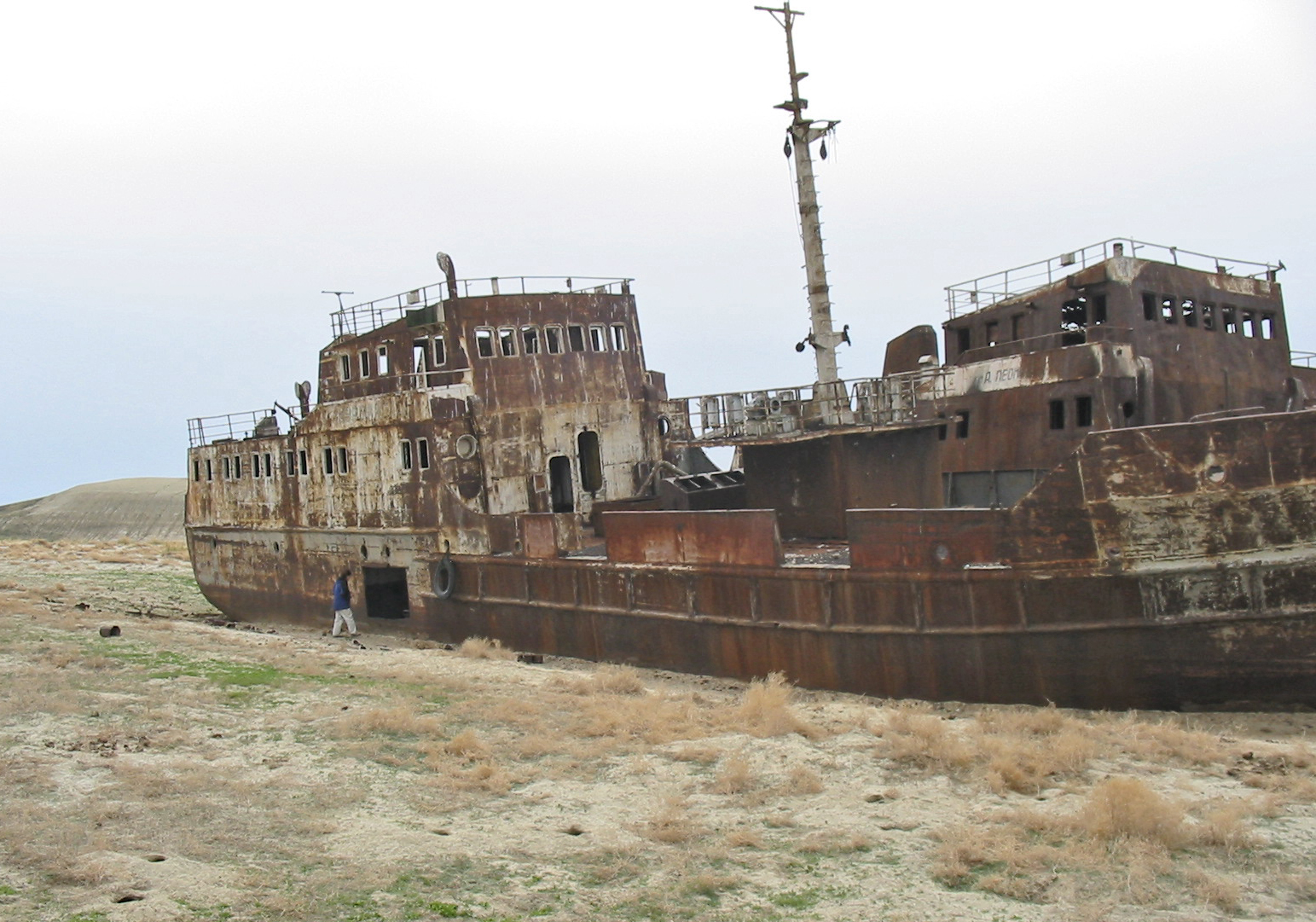
Drehort des Videoclips zu On n’a qu’une terre

Diese Single erarbeitete und veröffentlichte Stress erst nach dem Erscheinen von Renaissance. On n’a qu’une terre (dt.: „Wir haben nur eine Erde“) entstand in Zusammenarbeit mit dem Detailhandelskonzern Coop. Der Rapper nimmt in dem Lied die Themen Umweltverschmutzung, Ressourcenknappheit und globale Erwärmung auf. Er prangert die Menschheit zwar an, betont jedoch, dass er sich selbst schuldig fühle, besonders den nächsten Generationen gegenüber. Zu dem Stück wurde auch ein Videoclip gedreht. Dazu reiste der Künstler mit einem Filmteam nach Kasachstan, wo sie das Video im austrocknenden Aralsee, nahe einem verrosteten Schiffswrack aufnahmen. Dass es sich bei dem wüstenähnlichen Drehort um einen früher riesigen See handelt, soll laut dem Rapper die Dringlichkeit der Umweltrettung unterstreichen. Der Anfang des Musikvideos wird als Coop-Werbung genutzt.

## Illustration
Das Cover der Standard Edition zeigt eine nächtliche Szene auf einem Friedhof. Stress trägt dabei einen schwarzen Anzug und eine Sonnenbrille und hat einen Blumenstrauss in der Hand. Er steht vor einem Grabstein, auf dem das Wort Suisse und darunter 1291–2006 steht. Dies soll den Titel des Albums sowie einiger Songs wie Mais où oder Ma Suisse unterstreichen und die konservative, ursprüngliche Schweiz als „tot“ darstellen. Dem Album liegt ein Booklet bei, welches neben den Liedtexte zu Mais où, Mélodies de nos vies, 20.07.03, Ma Suisse und Zone auch Fotos des Rappers enthält.
Das Cover der Platinum Edition zeigt lediglich das Gesicht des Rappers, in Weiss und mit überschatteten Augen und Rändern, auf schwarzem Grund. Dem Booklet wurde der Songtext zu On n’a qu'une terre sowie eine Inhaltsübersicht der Bonus-DVD hinzugefügt. Das Backcover wurde ebenfalls verändert. Zudem wird die Platinum Edition in einer edleren Hülle präsentiert.

## Platinum Edition
Aufgrund des grossen Erfolgs von Renaissance und den dazugehörigen Singles entschloss Stress sich, wie schon beim vorangegangenen Album 25.07.03, eine Spezialversion mit zwei zusätzlichen Bonustiteln und einer DVD zu veröffentlichen. Der Titelliste wurde neben der Single On n’a qu’une terre auch eine „5 heure du matin“-Version des Stückes Elle & Moi hinzugefügt. Die Instrumentalbesetzung ist identisch mit der des Originals. Die Platinum Edition erhielt ein neues Cover, das beiliegende Booklet wurde erweitert. Auf der Bonus-DVD sind die vier aus dem Album ausgekoppelten Musikvideos zu sehen, ebenso eine elfminütige Dokumentation über Stress’ Reise nach Kasachstan und die Aufnahme des Videos zu On n’a qu’une terre. Eine weitere Dokumentation dauert eine halbe Stunde und zeigt die Arbeiten am Album und am Film Breakout, thematisiert die Konzerte und stellt die Liveband des Rappers vor. Zudem kommen unter anderem Stress und Yvan im Rahmen von Interviews mehrfach zu Wort. Des Weiteren enthält die Platinum Edition einen Zusammenschnitt der Aufnahmen fünf grosser Live-Auftritte.
Die Platinum Edition wurde am 16. November 2007 veröffentlicht.

## Rezeption

### Charterfolg
Renaissance stieg am 4. März des Jahres 2007 direkt auf Platz 1 der Schweizer Albumcharts ein. Anfang Juni war das Album bis auf den 91. Platz zurückgefallen, konnte im August und September jedoch wieder bessere Platzierungen erreichen und im Dezember und Januar durch die Veröffentlichung der Platinum Edition erneut unter die besten zehn Plätze gelangen. Bis zum 5. Oktober 2008 blieb Renaissance fortwährend in den Charts, in den nächsten Wochen kam es zu zwei kurzen und einem etwas längeren Unterbruch. Am 15. März 2009 stand das Album letztlich auf Platz 96.
Die Singleauskopplung Avenues stieg am 28. Januar 2007 auf Platz 47 der Single-Charts ein. In der vierten Woche konnte der Titel mit Platz 8 erstmals in die Top Ten gelangen, in der fünften als Höchstplatzierung Platz 4 erreichen. Insgesamt hielt sich die Single 19 Wochen in der Hitparade. Die letzte Platzierung war Rang 71.
Rester soi-même startete am 12. August des Erscheinjahres als erste Platzierung auf dem 24. Rang in den Singlecharts. In der dritten von insgesamt 26 Wochen wurde der beste Rang, Platz 16, erreicht. Das letzte Mal war der Titel am 10. Februar des Jahres 2008 auf Platz 89 zu sehen.
Die zunächst unabhängig vom Album veröffentlichte Single On n’a qu’une terre, welche auch auf der Platinum Edition zu hören ist, konnte am 28. Oktober 2007 auf Platz 14 der Schweizer Singlecharts einsteigen. Von der 2. bis zur 12. Chartswoche hielt sich der Titel unter den zehn meistverkauften Singles. Von da an hielt sich die Single mit insgesamt neun Unterbrechungen bis zum 13. Dezember des Jahres 2009 in der Hitparade.

### Auszeichnungen
Das dritte Soloalbum des Musikers konnte sieben Tage nach der Veröffentlichung Gold- und nach zehn Tagen auch Platinstatus mit mehr als 30'000 verkauften Einheiten erreichen. Lange Zeit behielt Renaissance das Mitte 2007 erreichte Doppelplatin, mittlerweile hat die Veröffentlichung Dreifachplatin. In der Schweiz wurden über 100'000 Exemplare des Albums verkauft.
Am 27. Februar 2008 wurde im Restaurant Kaufleuten in Zürich erstmals der Swiss Music Award vergeben, der in der Zukunft zum wichtigsten Musikpreis der Schweiz werden soll. Der Rapper konnte in drei der insgesamt zehn Kategorien gewinnen; wobei Renaissance zum Best Album Urban National gewählt wurde und die Single On n’a qu'une terre den Titel Best Song National erhielt. Mais où? erhielt den Award für den Best Videoclip National.

## Produktion und Musik
Hauptproduzent von Stress’ drittem Soloalbum war Yvan Jaquemet, der mit Stress und dem Rapper Nega die Hip-Hop-Gruppe Double Pact bildete und als Produzent seinen Vornamen als Künstlerpseudonym benutzt. Er steuerte zu einem Grossteil der Titel die musikalische Untermalung bei und fungierte auf dem Stück Billyzeries als Gitarrist. Zone und Comment wurden von Version F produziert, letzteres in Zusammenarbeit mit Yvan. Die Produzenten G. Whurman und Totorhead zeigen sich für den Beat zu Elle & Moi verantwortlich. Sensay produzierte Ma Suisse und Jayem schuf die Musik zu Musique de zoo zusammen mit Yvan.
Simon Adoboli, der den Rapper auch auf seinen Konzerttourneen begleitet, spielte Gitarre für die Lieder Mode de vie, Rester soi-même, Billyzeries, Nos guerres civiles und Comment?, Totorhead für Moutons, Nous contre eux und On n’a qu’une terre. Vulzor steuerte den E-Bass zu Moutons bei. Auf Elle & Moi sind zudem Bio als Schlagzeuger, Virginie Favre als Geigerin und Sarah Oswald als Cellistin zu hören. Die Technik des Scratchens wird von Green Giant im Track Mode de Vie verwendet.
Für die Backing Vocals und den Chorgesang waren Karolyn und Soraya zuständig. Karolyn spielte zudem bei drei Titeln wichtige Rollen und wurde dort als Gastmusikerin bezeichnet. Dynamike singt die Hookline im Titel Mélodies de nos vies, Chris Wicky in Nous contre eux. G. Whurman und Claire Huguenin übernehmen diese Aufgabe in Elle & Moi.